# Chaabet El Ham
Chaabet El Ham là một đô thị thuộc tỉnh Aïn Témouchent, Algérie. Dân số thời điểm năm 2002 là 13.438 người.